# I Love You (manga)
I Love You (アイ・ラブ・ユー?) è un manga sportivo scritto e disegnato da Kenji Morita. In Giappone è stato serializzato sulla rivista Big Comic Spirits di Shogakukan nel 1995 e poi raccolto in tre volumi tankōbon. In Italia la serie è stata pubblicata da Flashbook in versione volumetto nel 2004. 
La storia si ambienta nel mondo del nuoto descrivendone le dinamiche, lo spirito competitivo, le difficoltà e anche le relazioni tra i ragazzi che praticano questo sport, desiderosi di mettersi alla prova e di poter partecipare alle competizioni nazionali, ma affronta anche tematiche relative all'adolescenza come il rapporto con i professori, il sesso, il bullismo.

## Trama
Il giovane Shuji Akai è la promessa dello stile farfalla della squadra di nuoto del liceo Ohka, famoso perché molti suoi allievi che sono poi approdati ai campionati e alle olimpiadi.
Nonostante le vittorie, lo sforzo di gare e allenamenti mina le sue condizioni fisiche dovute ad una particolare predisposizione, provocandogli dolori lancinanti al bacino al punto che il medico gli ha sconsigliato di continuare a praticare l'attività agonistica e gli ha imposto riposo assoluto.
Vergognandosi della propria debolezza e sentendosi inadeguato e potenzialmente indesiderato in una scuola di atleti, Akai non rivela queste informazioni alla propria squadra di nuoto, inimicandosi i compagni e il caposquadra che lo credono svogliato e superbosi sfoga con risse, sbronze e cattive compagnie.
Il nuoto, che lo aveva salvato da quel mondo tenendolo impegnato e distante è ora la causa del suo ritorno a quell'evasione.
La situazione cambia quando al primo anno arriva una giovane ragazza di nome Chika Wakabayashi, a sua volta iscritta al club di nuoto e tuffi, che diventa ben presto l'interesse sentimentale di molti dei ragazzi. Nel tentativo di arginare la distrazione che comporta per la sua squadra, un professore rivela ai suoi studenti che la loro beniamina non solo ha perso un anno di scuola, ma che in passato è stata al centro di una chiacchierata relazione amorosa con un giovane allenatore tirocinante, poi sfociata in una gravidanza indesiderata e in un aborto.
La notizia catapulta la ragazza in un incubo di pettegolezzi e disprezzo dal quale Akai la difende, ancora affascinato da lei come lo era stato alle medie quando, proprio per starle accanto, si era a sua volta avvicinato al nuoto, rimanendo poi estremamente deluso dall'evolversi delle situazioni.
Grazie al supporto di Chika e del capitano della squadra di nuoto, Akai si convince a cambiare stile, optando per lo stile libero che graverebbe molto meno sul suo bacino: da principio insoddisfatto e poco competitivo, la sua tecnica e velocità migliorano e alle gare contro la scuola Tenzan, storica rivale, il ragazzo partecipa con un'ottima performance.
L'arrivo a scuola di un nuovo allenatore provoca però scompiglio: si tratta infatti dell'ex amante di Wakabayashi, ora professore, che nutre da un lato il sincero desiderio di migliorare Akai e dall'altro quello di riconquistare Chika.
I rapporti tra il ragazzo e l'insegnante sono tesi, Akai lo incolpa delle disavventure capitate a Wakabayashi e si rifiuta di sottostare alla sua autorità, senza sapere che l'allenatore non sa nulla di quanto accaduto all'ex allieva delle medie, inoltre la rivalità tra loro è tangibile. Tuttavia il prof continua ad allenarlo in modo che possa partecipare insieme ai compagni alla staffetta nel torneo per le scuole. Le gare singole del torneo rappresentano il trampolino di Akai, che batte il record nazionale e stravince, tuttavia i problemi al bacino cominciano a ritornare con i sempre maggiori sforzi e lui a provare dolore fino a quando, all'ultima gara, il dolore è così forte da impedirgli di nuotare.
Tra il dispiacere dei compagni e di Chika, nessuno dei quali aveva notato il peggiorare cronico delle sue condizioni a seguito dei ripetuti ed eccessivi sforzi, il ragazzo viene espulso dalla scuola nella quale, non essendo più in grado di nuotare, non è idoneo e passano gli anni senza sue notizie.
Arrivata alla sua ultima estate e in procinto di decidere come orientare la propria vita, Chika si interroga ancora sulle condizioni di Akai, la cui relazione non si era mai del tutto concretizzata e si colpevolizza per non essersi accorta prima dei suoi problemi che gli hanno impedito per sempre il nuoto nel quale sembrava a suo agio e felice. Divisa tra il suo ricordo tenero e la nuova proposta di matrimonio del suo ex professore, è con inaspettata sorpresa che la ragazza apprende da un articolo della ricomparsa di Akai, sottopostosi ad una difficile operazione negli Stati Uniti e recentemente rimessosi dopo una lunga riabilitazione che gli ha garantito una piena ripresa e la partecipazione ad alcune gare statunitensi con splendidi risultati.
Inaspettatamente Akai appare da lei davanti all'ingresso della scuola, venuto a prenderla per andarsene insieme verso un futuro libero in cui il nuoto può essere l'espressione perfetta della felicità e del loro legame, non un vincolo. Decisa a seguire la sua strada per quanto difficile, Chika lo segue via.